# Яньес де ла Альмедина, Фернандо
Фернандо Яньес де ла Альмедина (исп. Fernando Yáñez de la Almedina; около 1459, Альмедина, Кастилия-Ла-Манча — не ранее 1537, Валенсия) — испанский художник эпохи Возрождения. Многолетний соавтор Фернандо де Льяноса, предположительно, ученик Леонардо да Винчи.

## Биография
Родился в Испании в небольшом городке Альмедина. В первые годы XVI столетия предположительно находился в Италии, где был учеником Леонардо да Винчи. Однако, поскольку в итальянских источниках испанский ученик Леонардо упоминается, как Фернандо Испанец, невозможно понять, о ком из двоих (Льяносе или Яньесе (Альмедине)) там идёт речь. Около 1506 года художник вернулся в Испанию (если вообще уезжал оттуда). Впервые Льянос и Альмедина упоминаются одновременно но раздельно в документе 1506 года, в котором указано, что они получили от клириков Валенсийского собора задаток за картины для иконостаса, предназначенного для одного из приделов собора, которые они должны были написать. В 1507 году художники представили каноникам заказанный иконостас для соборного придела (часовни) Святых Врачевателей, который понравился заказчикам, после чего Льянос и Альмедина получили заказ уже на роспись царских врат главного иконостаса. Эта работа была доделана только к 1510 году; кроме того, художники расписали орнаментальными мотивами корпус органа, установленного в соборе.
В 1511 году Льянос и Альмедина заключили контракт на создание иконостаса для коллегиальной церкви Хативы. Однако, судьба этого иконостаса неизвестна.
В 1515 году Альмедина отправился в Барселону, где должен был непредвзято оценить картины, написанные для церкви Санта-Мария своим выдающимся современником Хуаном де Боргоньей, а Льянос тем временем уехал в Мурсию. В 1518 и 1519 годах Яньес находился в Альмедине, где писал картины для иконостаса местной церкви, а также участвовал в таких церемониях, как крещение детей в качестве крестного отца (записи о крещениях в приходском архиве Альмедины за начало 16-го века сохранились). В 1520 и 1521 Яньес по-прежнему находился в Альмедине и крестил там детей.
В 1525 году он приехал в Куэнку, где с 1526 по 1531 год работал в часовнях (приделах) местного собора. К 1536 году документы перечисляют его среди альмединских именитых людей и гидальго, что даёт возможность предполагать, что художник был возведён в дворянство. Последний раз упоминается в связи с посещением Альмедины в 1537 году.
В истории испанской живописи Яньес и Льянос запомнились, как наиболее ранние последователи Леонардо (а один из них был напрямую его учеником). Их творчество ценилось очень высоко, как при их жизни, так и позже, о чём свидетельствуют хвалебные упоминая Яньеса и его творчества в книгах, написанных столетие спустя.
Существует точка зрения, что тот из них, кто побывал в Италии, был учеников сперва у Филиппино Липпи в Риме, а затем у Леонардо во Флоренции. Эта версия достаточно исчерпывающе описывает творческие влияния, испытанные художниками, а кроме того, хорошо согласуется с известными биографическими датами. Липпи умер в 1504 году, после чего его ученик мог отправиться во Флоренцию к Леонардо. В 1506 году Леонардо отказался продолжать работу над заказанной ему во Флоренции фреской «битва при Ангиари», после чего мог отказаться от части учеников, после чего Яньес (или Льянос) вернулся в Испанию.

## Галерея

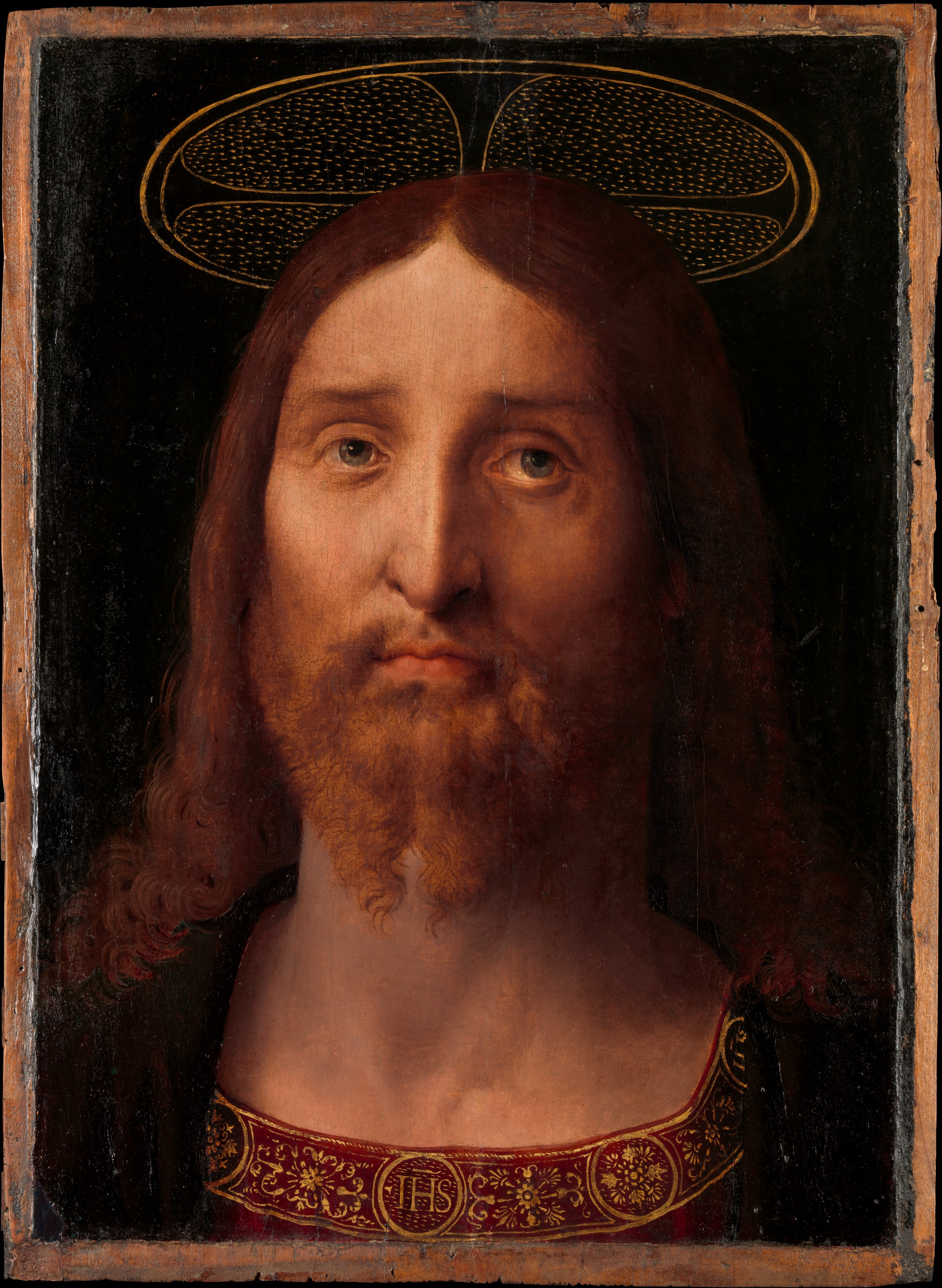
Иисус Христос
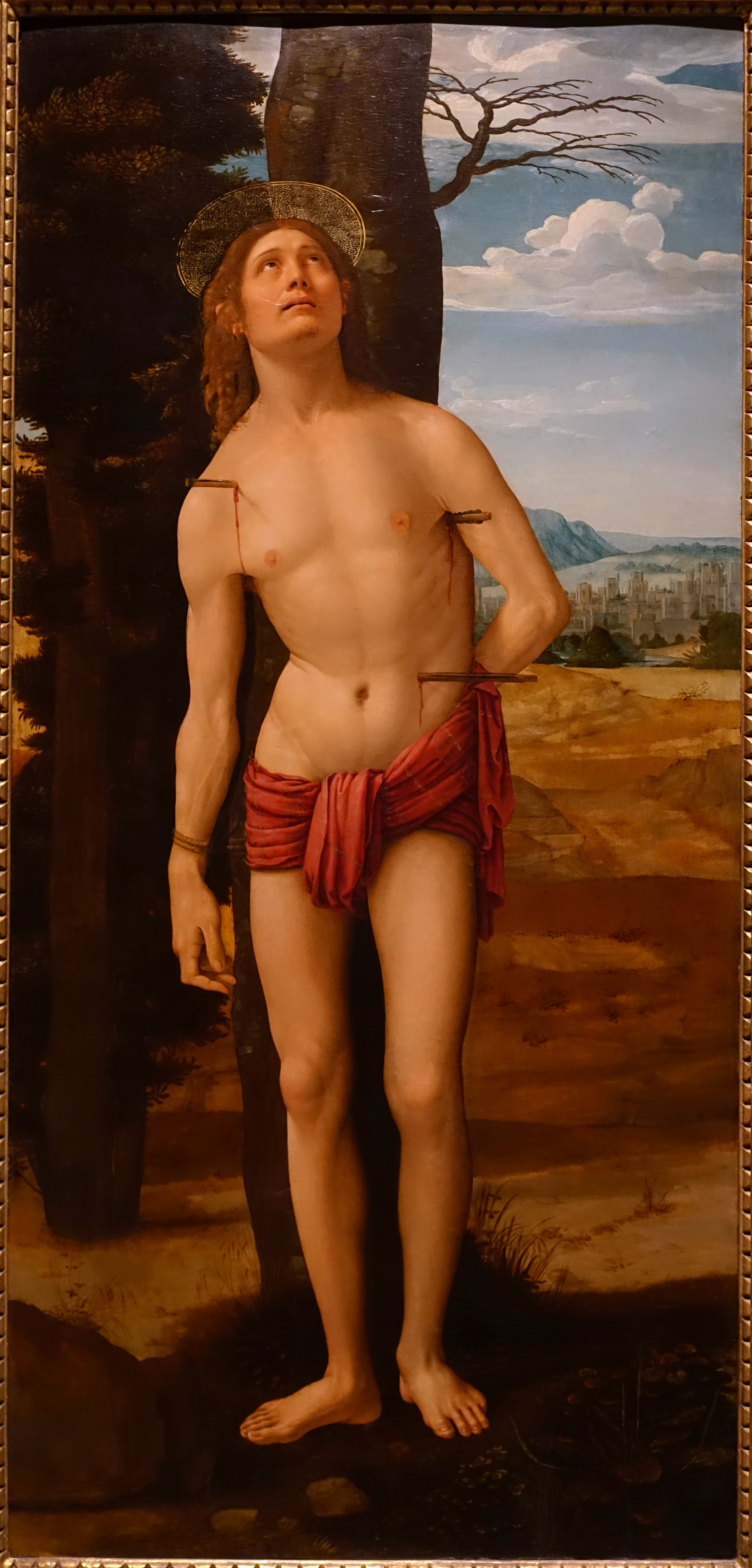
Святой Себастьян
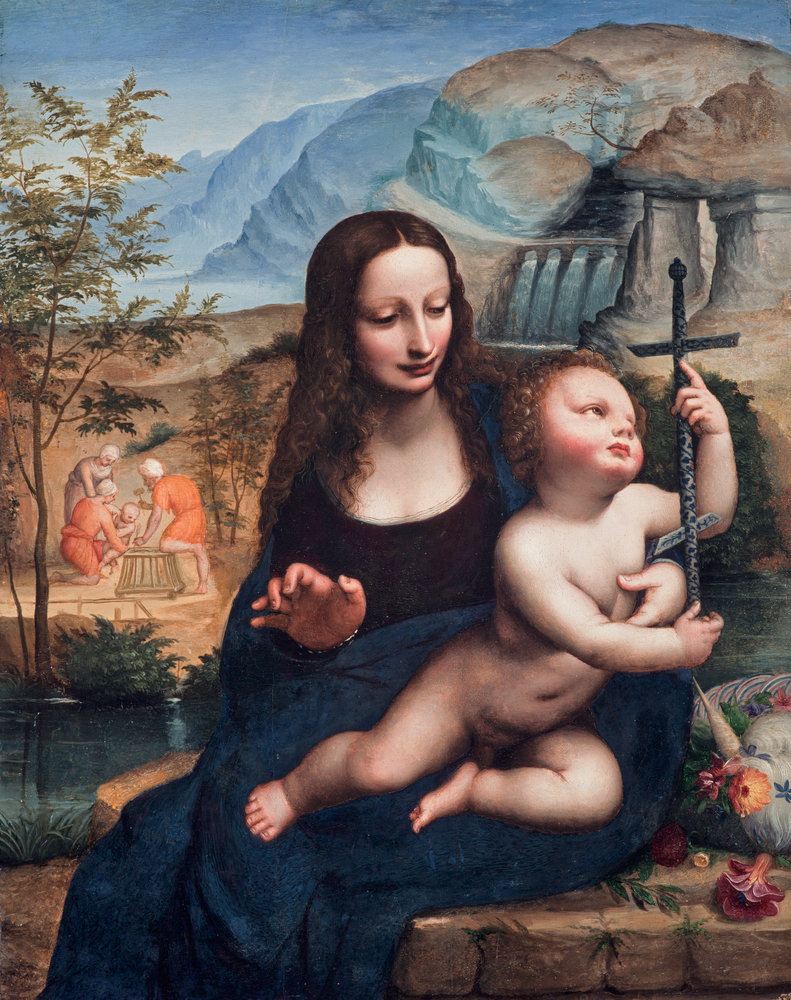
Мадонна с прялкой
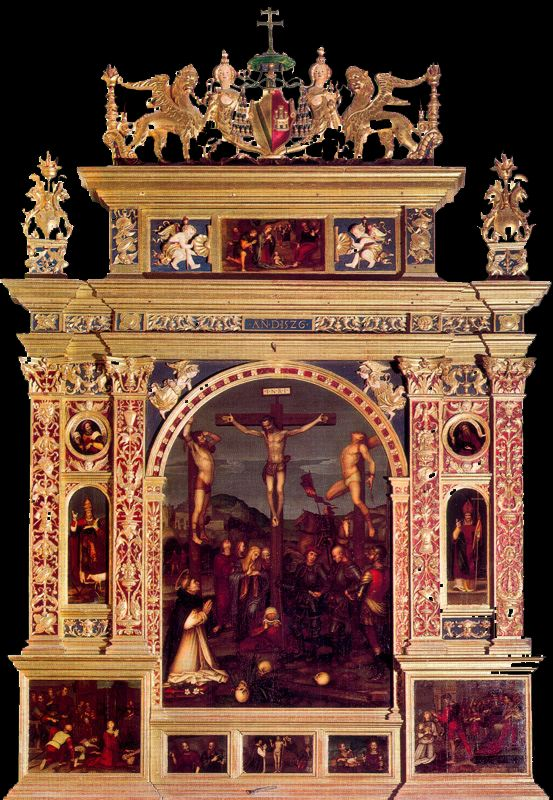
Распятие
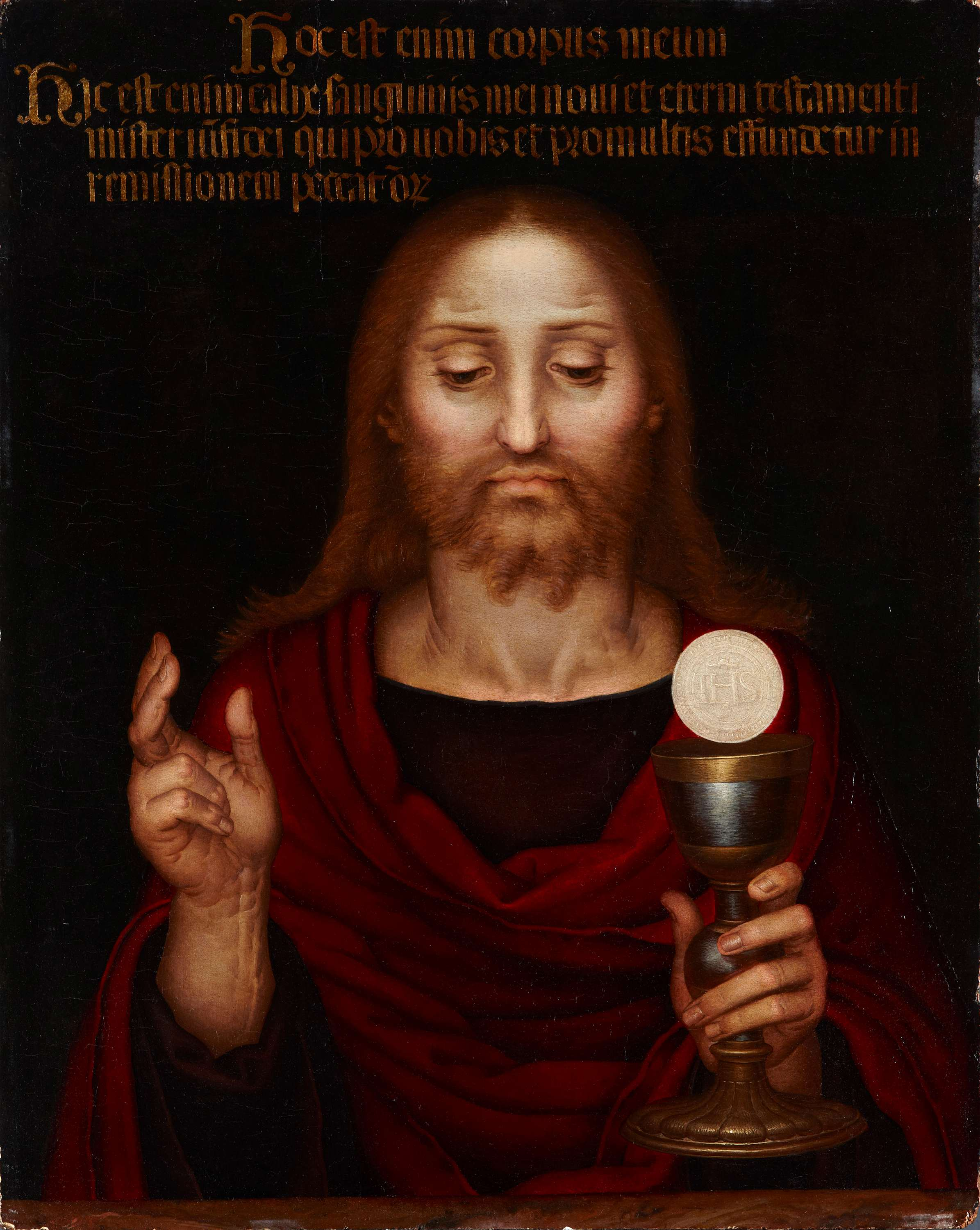
Иисус Христос
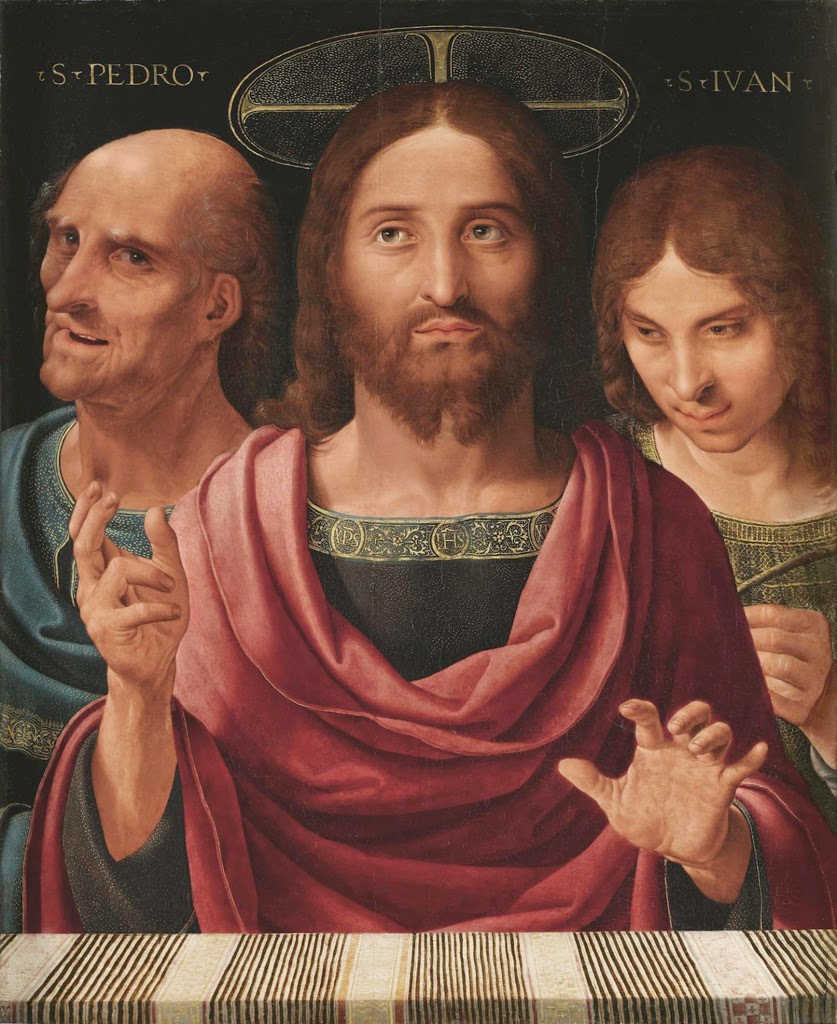
Иисус Христос с Петром и Иоанном
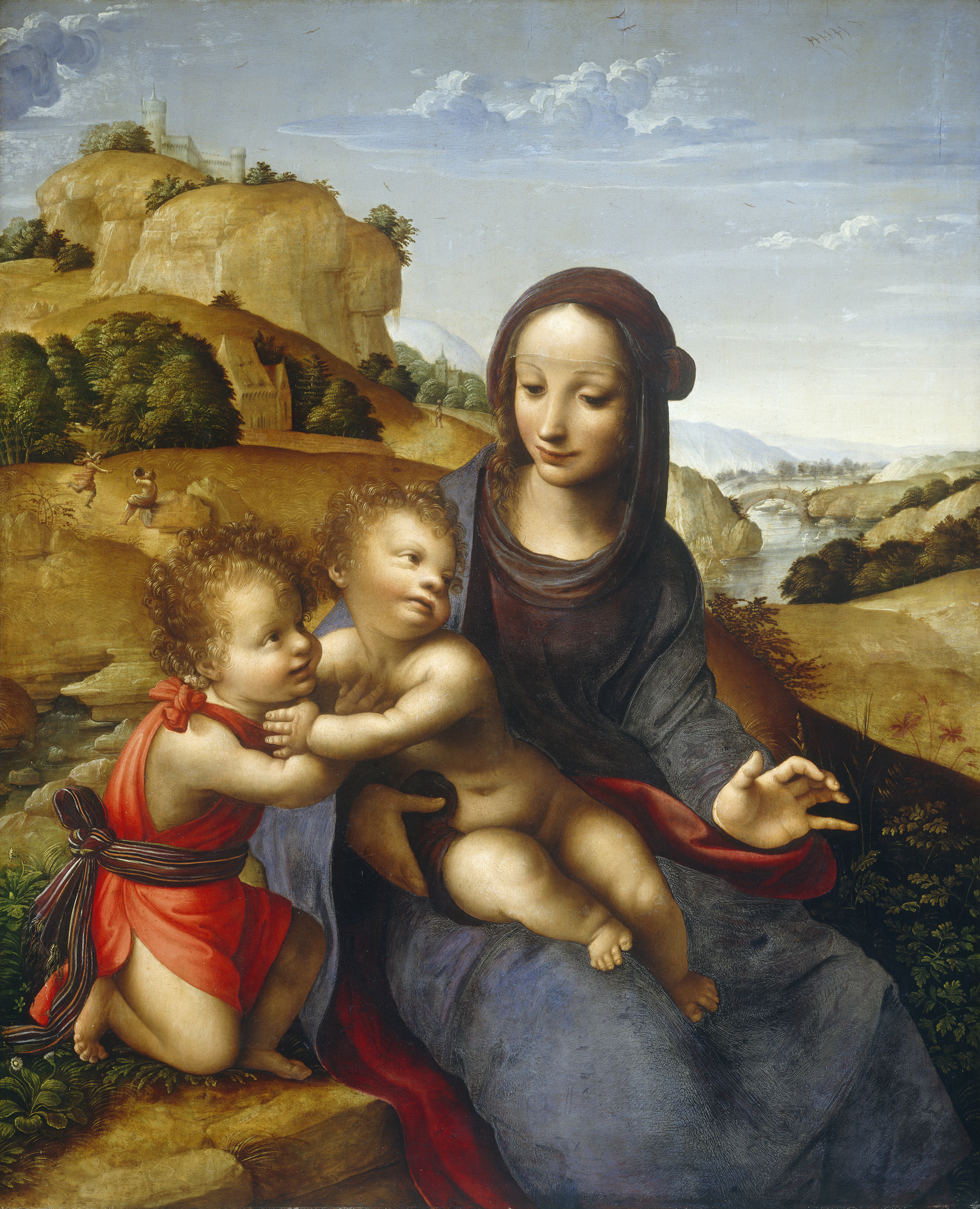
Мадонна с младенцем и Иоанном Крестителем
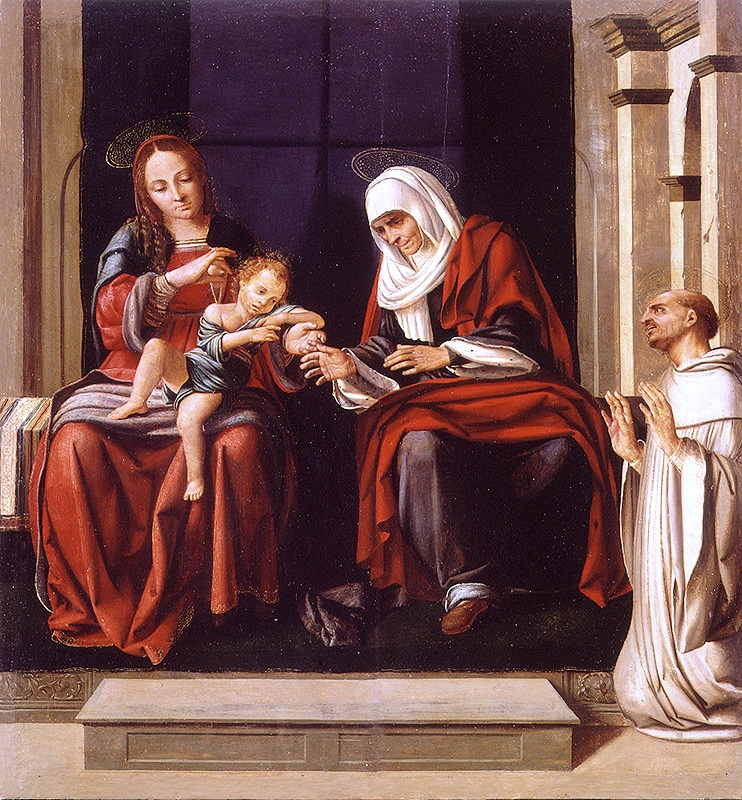
Иисус Христос с матерью, бабушкой и предстоящим Святым Бернаром
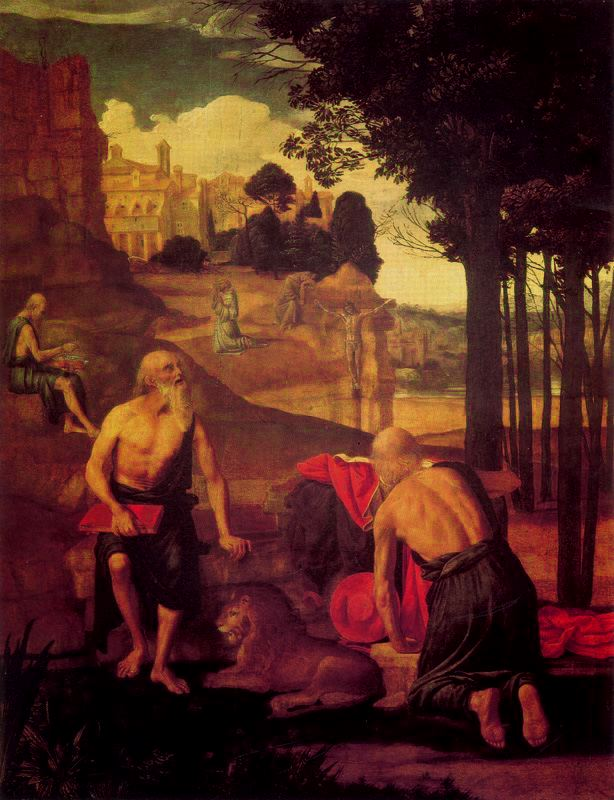
Житие Святого Иеронима
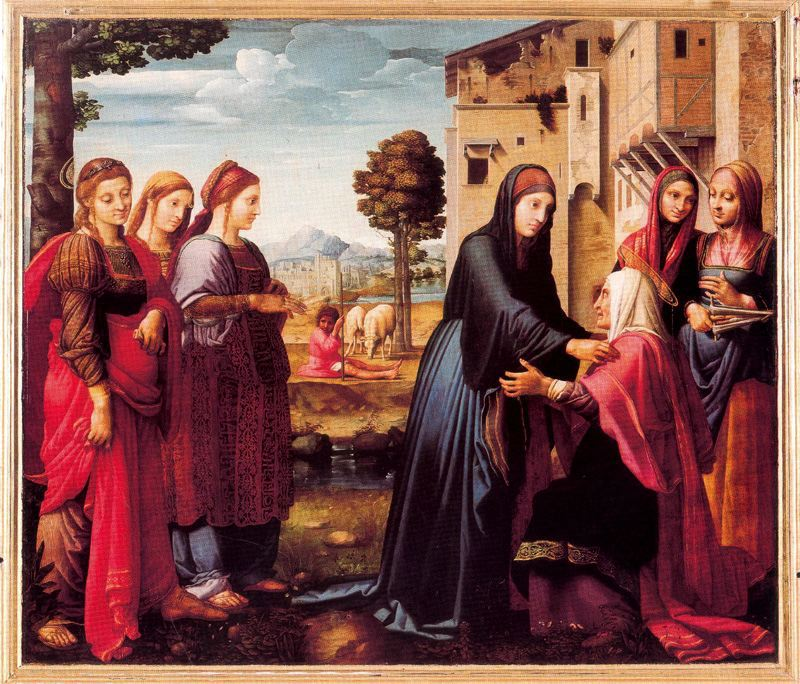
Посещение Марией своей кузины, Святой Елизаветы
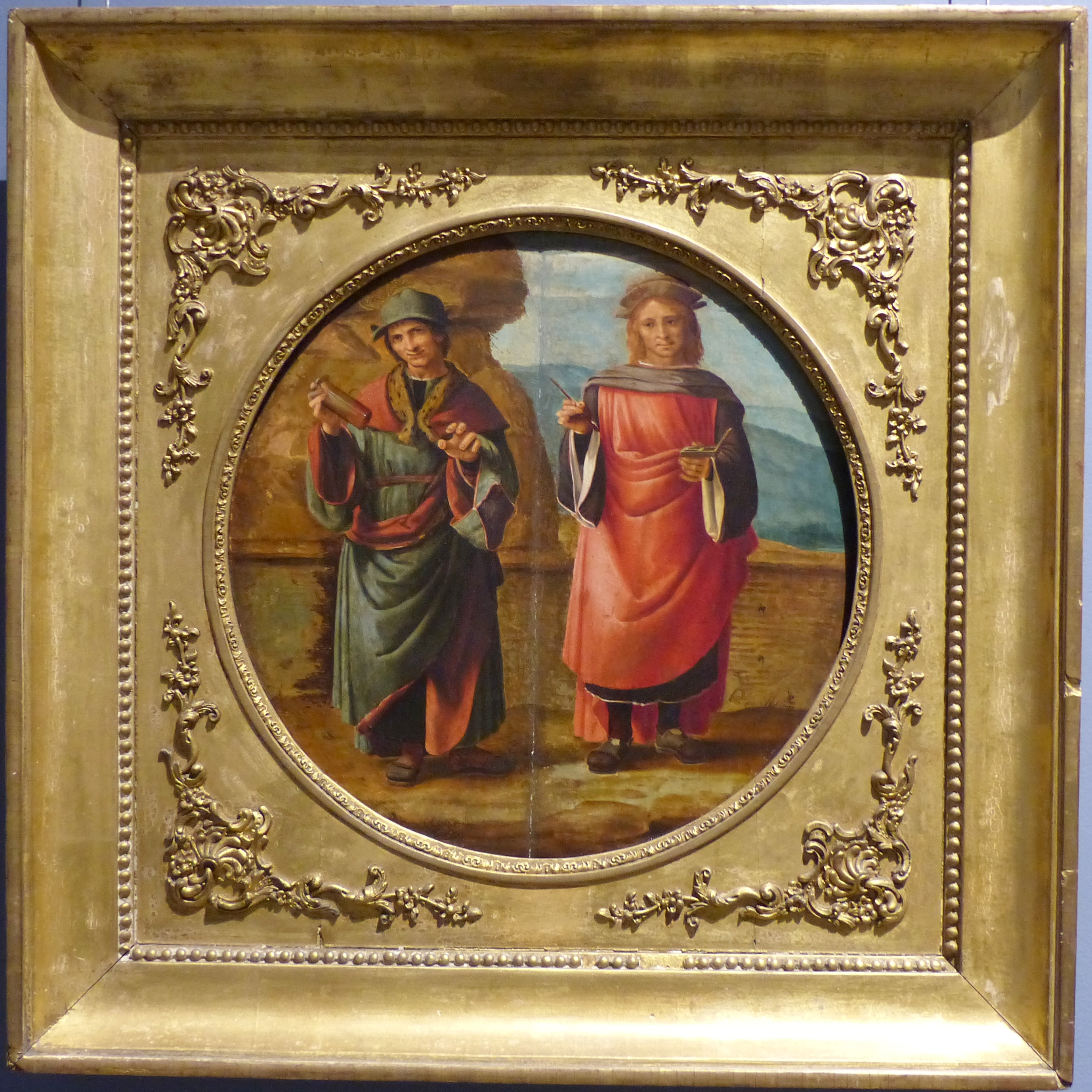
Святой Косма и Святой Дамиан
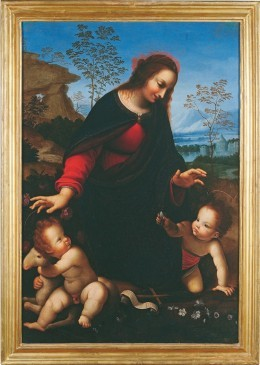
Мадонна с младенцем и Иоанном Крестителем